# Macrothele holsti
Macrothele holsti is een spinnensoort uit de familie Macrothelidae. De soort komt voor in Taiwan.